# تيجاسوي براكاش
تيجاسوي براكاش ويانغنكار (بالإنجليزية: Tejaswi Prakash Wayangankar) ممثلة هندية، المعروفة بدور راجيني في مسلسل ومن الحب ما قتل (Swaragini» ومسلسل حامية زوجي Pehredaar) Piya Ki) «بدور ديا» ومسلسل سنكتب علاقتنا (Rishta Likhenge Hum Naya) بدور «ديا راتان سينغ».

## الحياة الشخصية
ولدت تيجاسوي براكاش (بالإنجليزية: Tejasswi Prakash) في جدة في المملكة العربية السعودية 10 يونيو 1992، وسط عائلة موسيقية فوالدها مغني ولها أخ أصغر منها أسمه براتيك براكاش (بالإنجليزية: Pratik Prakash)، من هوايتها السفر والسياحة حيث تجد السفر طريقة للتعلم، وقد كانت طالبة ذكية، حيث أنها حاصلة على البكالوريس في هندسة الالكترونيات، ديانتها هي الهندوسية، لونها المفضل الأحمر واللون الأسود، وهي غير نباتية وتأكل ما تشاء دون حمية أو نظام غذائي، وتحب الحلوى التقليدية أكثر من الشوكولاتة، وهي تقوم ببعض الرياضات كاليوغا والسباحة، وهي تتمتع بقوام رشيق، ولهذا الشيء تم ترشيحها للذاب في رحلة للممثلين باللياقة العالية إلى تايوان، ممثلتها المفضلة هي ديبيكا بادكون وبريانكا شوبرا. وممثلها المفضل اديتيا روي كابور ورانبير كابور.

## أعمالها
| السنة     | العمل                         | الدور                  | مع                     |
| --------- | ----------------------------- | ---------------------- | ---------------------- |
| 2011-2012 | 2612/2613                     | راشمي راجو بهارغافا    | مانيندر سينغ           |
| 2013-2014 | Sanskaar Dharohar Apnon Ki    | دهارا جاي كيشان        | جاي سوني               |
| 2015-2016 | ومن الحب ما قتل               | راجيني لاكشي ماهيشواري | ناميش تانيجا           |
| 2016      | Comedy Nights                 | هي نفسها               | ناميش تانيجا           |
| 2016      | Comedy Nights Bachao          | الممثلة نفسها          | ناميش تانيجا           |
| 2017      | Pehredaar Piya Ki             | ديا"Diya"              | Afaan Khan,Suyyash Rai |
| 2017-2018 | Rishta Likhenge Hum Naya      | ديا رتان سينغ          | روهيت سوشانتي          |
| 2018      | Swisswale Dulhaniya Le Jaenge | سمران                  | بريانك شارما           |
| 2018      | Karna Sangini                 | أورفي                  | آشيم غولاتي            |
| 2019      | سلسلة العلاقات المتغيرة 2     | ميشتي مالهوترا         | كونال جايسينغ          |
| 2022 2023 | Naagin 6                      | Pritha                 |                        |

## روابط خارجية
- تيجاسوي براكاش على موقع IMDb (الإنجليزية)